# Cirkus Caravani
Cirkus Caravani var en dansk omrejsende cirkus, der kun eksisterede i en sæson, 1927. Det var et af Mundeling-familiens cirkus.
Cirkus Caravani var ledet af Barnum Bailey Mundeling (1901–1962), søn af Erhardt Mundeling (1860–1947), hvis cirkus, Cirkus Mundeling, var stoppet året før, i 1926. Med i ledelsen var også domptøren kaptajn Bjarns, hvis borgerlige navn var Kristian Olsen (1894–1969), der var gift med Barnum Baileys søster Betty Mundeling (1895–1956).
Cirkus Caravani havde et stort reklameapparat og reklamerede med "det største cirkus-menageri Danmark har set". Samtidens aviser omtalte forestillingen som værende på høje med andre gode cirkus af gennemsnitsstørrelse.